# نابنط أعزل
نابنط أعزل (الاسم العلمي:Nepenthes inermis) هو نوع غير مؤكد من النباتات يتبع جنس النابنط من الفصيلة النابنطية.